# Statistické regiony ve Slovinsku
Statistické regiony Slovinska vznikly ve Slovinsku roku 2000 v zájmu zajištění národní statistiky; jsou jednotkami úrovně NUTS 3. V současnosti je země rozdělena na 12 statistických regionů:
| Název regionu                  | Slovinský název              | Počet obyvatel | Rozloha v km² | Hustota obyvatel na km² | Počet občin | Hlavní město     |
| ------------------------------ | ---------------------------- | -------------- | ------------- | ----------------------- | ----------- | ---------------- |
| Gorický region                 | Goriška regija               | 119 126        | 2325          | 51,24                   | 13          | Nova Gorica      |
| Hornokraňský region            | Gorenjska regija             | 203 192        | 2137          | 95,08                   | 18          | Kranj            |
| Jihovýchodní slovinský region  | Regija jugovzhodna Slovenija | 142 408        | 2675          | 53,24                   | 21          | Novo mesto       |
| Korutanský region              | Koroška regija               | 72 713         | 1041          | 69,85                   | 12          | Slovinský Hradec |
| Pobřežně-krasový region        | Obalno-kraška regija         | 110 743        | 1044          | 106,08                  | 8           | Koper            |
| Podrávský region               | Podravska regija             | 322 949        | 2170          | 148,82                  | 41          | Maribor          |
| Pomurský region                | Pomurska regija              | 119 349        | 1337          | 89,27                   | 27          | Murska Sobota    |
| Posávský region                | Posavska regija              | 70 192         | 885           | 79,31                   | 6           | Krško            |
| Přímořsko-vnitrokraňský region | Primorsko-notranjska regija  | 52 256         | 1456          | 35,89                   | 6           | Postojna         |
| Savinjský region               | Savinjska regija             | 260 039        | 2384          | 109,08                  | 31          | Celje            |
| Středoslovinský region         | Osrednjeslovenska regija     | 531 811        | 2555          | 208,15                  | 25          | Lublaň           |
| Zasávský region                | Zasavska regija              | 44 483         | 264           | 168,50                  | 4           | Trbovlje         |